# Sashima
Sashima (japanisch 佐島) ist eine Insel in der japanischen Seto-Inlandsee. Sie liegt in Kamijima an der nördlichen Grenze der Präfektur Ehime.

## Geographie
Sashima ist Teil der Geiyo-Inseln. Sie hat eine Gesamtfläche von 2,67 km² bei einem Umfang von 9,8 km. Die höchste Erhebung bildet der Yokomine-san (横峯山) mite einer Höhe von 119,6 m. Die Nachbarinseln sind im Nordosten Yugeshima, im südlichen Westen Akahone-jima (赤穂根島), im Südwesten Tusba-jima (津波島) im Westen Iwagi-jima und im Nordwesten Ikina-jima.
Im Jahr 2020 zählte die Bevölkerung 428 Einwohner. Dies entspricht einer Bevölkerungsdichte von 160 Einw./km². Die demographische Entwicklung war rückläufig gegenüber 721 Einwohnern im Jahr 1995.
| Jahr          | 1995 | 2000 | 2005 | 2010 | 2015 | 2020 |
| ------------- | ---- | ---- | ---- | ---- | ---- | ---- |
| Einwohnerzahl | 721  | 667  | 582  | 519  | 489  | 428  |

## Kultur und Sehenswürdigkeiten
Die Insel liegt innerhalb der Grenzen des Setonaikai-Nationalparks. Dieser wurde 1934 als einer der ersten Nationalparks Japans gegründet. Ein Shintō-Schrein auf der Insel ist der Sashima-Hachimangū-Schrein (佐島八幡宮). Zu den vielen buddhistischen Tempeln der Insel zählt der Saihōji-Tempel (西方寺). Der Fukura-Grabhügel (福羅古墳) aus der späten Kofun-Zeit befindet dich im Bezirk Fukura auf der Südseite der Insel, ist jedoch durch Straßenbauarbeiten beeinträchtigt. Aus der frühen Kofun-Zeit stammen die Überreste der Miyanna-Salzherstellung (宮ノ浦製塩遺跡). Aus dem Japanischen Mittelalter stammen dagegen Spuren des Daijō-Palasts (大将宮), darunter ein Wasserkanal.

## Verkehr

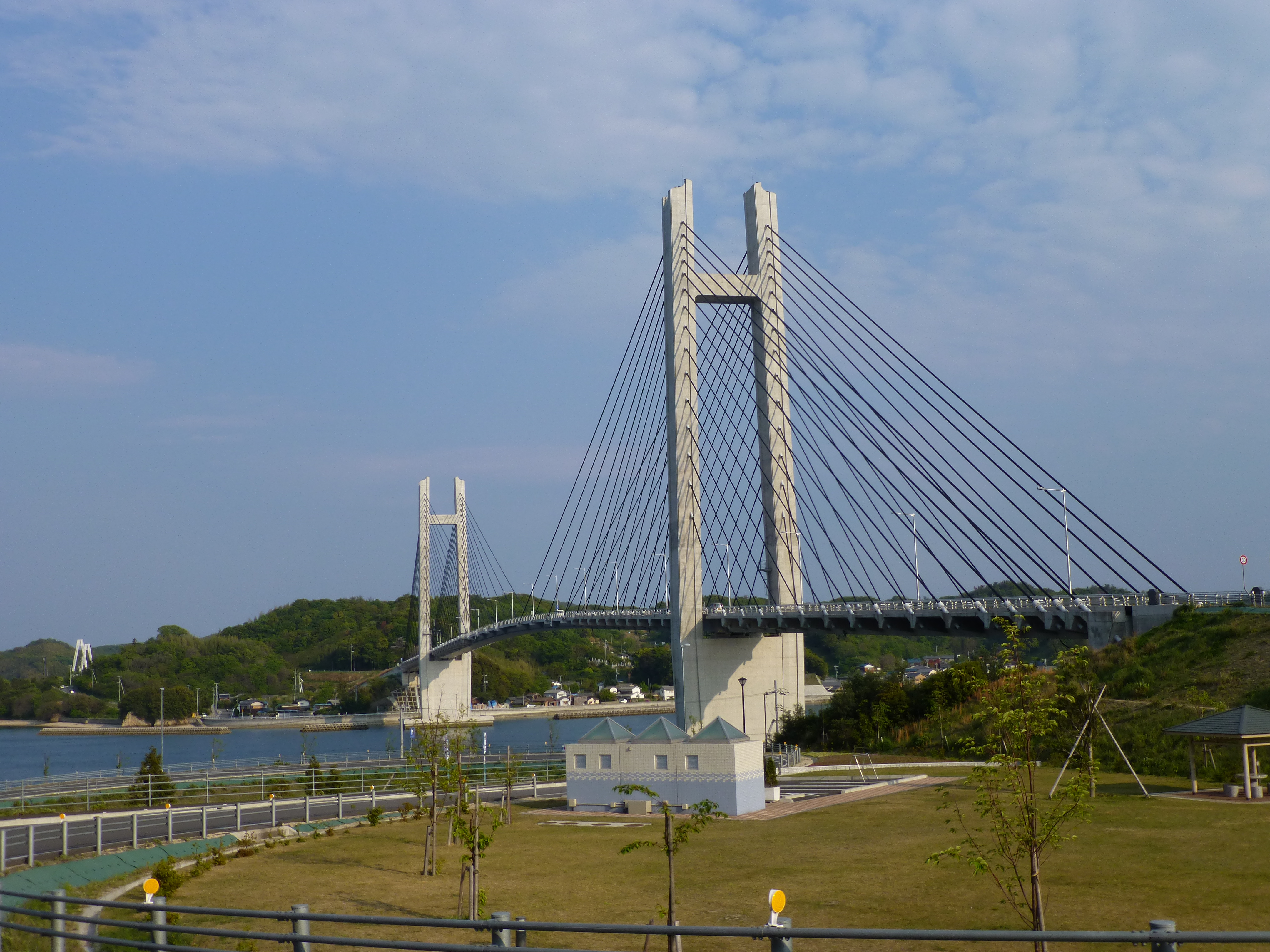
Ikina-Brücke zwischen Ikina-jima und Sashima

Im Norden quert die Präfekturstraße 338 die Insel. Nach Yugeshima führt die Yuge-Brücke (弓削大橋) und nach Ikina-jima die Ikina-Brücke (生名橋). Von dort aus führt die Iwagi-Brücke (岩城橋) weiter nach Iwagi-jima. Die drei Brücken sind Teil der Yumeshima-Kaidō. Die Yuge-Brücke wurde 1996 fertiggestellt, die Ikina-Brücke 2011 und die Iwagi-Brücke wurde am 20. März 2022 für den Verkehr freigegeben. Die Ikina-Brücke hat eine Länge von 515 m und ist mit 1,5 Fahrspuren ungewöhnlich schmal. Dadurch wurden beim Bau der Schrägseilbrücke die Kosten auf 7,7 Milliarden Yen reduziert. Zwischen den vier Inseln bestehen auch Busverbindungen. Die drei Brücken und die Präfekturstraße 338 bilden die Yumeshima-Kaidō. Eine Straßenverbindung mit den Hauptinseln besteht jedoch nicht, sodass die Inseln auf Fähr- und andere Bootsverbindungen angewiesen sind. Der Sashima-Hafen (佐島港) befindet sich auf der Nordwestseite der Insel.

## Wirtschaft
Die Landwirtschaft ist Hauptwirtschaftszweig von Sashima. Es werden insbesondere Zitrusfrüchte angebaut. Diese und Strandrettich blühen im Frühling, während im Herbst und Winter wilde Chrysanthemen weiß blühen. Zu einem geringeren Teil ist auch die Fischindustrie auf der Insel vertreten.